# Journal of Immunotoxicology
Das Journal of Immunotoxicology, abgekürzt J. Immunotoxicol., ist eine wissenschaftliche Zeitschrift, die vom Taylor & Francis-Verlag veröffentlicht wird. Die Zeitschrift wurde im Jahr 2004 gegründet. Derzeit erscheint sie vierteljährlich. Es werden Artikel veröffentlicht, die sich mit Fragen der Immuntoxikologie beschäftigen.
Der Impact Factor lag im Jahr 2017/2018 bei 1,465. Nach der Statistik des ISI Web of Knowledge wurde das Journal 2014 in der Kategorie Toxikologie an 55. Stelle von 87 Zeitschriften geführt.
Chefherausgeber ist Mitchell D. Cohen, New York University, Medical School, Vereinigte Staaten von Amerika.